# Ligne bleue des Vosges
Pour les articles homonymes, voir Ligne bleue.
La ligne bleue des Vosges représente symboliquement la frontière naturelle derrière laquelle se trouvaient l'Alsace et une partie de la Lorraine, après qu'elles furent conquises par les Allemands, et qui fut communément mais à tort appelée l'Alsace-Lorraine au lieu d'Alsace-Moselle (en fait, la Lorraine annexée se situe en avant de cette ligne).

## Origine
Le traité de Francfort entre la France et l’Allemagne (10 mai 1871) ayant porté sur les Vosges la frontière franco-allemande, les partisans de la revanche, de 1880 à 1918, appelèrent les Français à garder les yeux fixés sur les Vosges en fraternité de cœur avec les populations d'Alsace-Lorraine qui, de l'autre côté des montagnes, se trouvaient sous la domination allemande.
L'expression « ligne bleue des Vosges » a été empruntée au testament de Jules Ferry qui, député puis sénateur pour les Vosges, demandait à être enterré dans sa ville natale de Saint-Dié : « Je désire reposer dans la même tombe que mon père et ma sœur, en face de cette ligne bleue des Vosges d'où monte jusqu'à mon cœur fidèle la plainte touchante des vaincus ». En réalité, si ce testament a popularisé cette expression, l'homme politique l'a déjà utilisée le 7 avril 1881, à la Chambre des députés, lors d'un débat qui l'oppose aux parlementaires anticolonialistes.
La couleur bleue souvent aperçue au-dessus de cette chaîne des Vosges est due à l'émission d'aérosols par les arbres qui biosynthétisent des composés organiques volatils (principalement des terpénoïdes), de la même façon que pour les montagnes Blue Ridge de Virginie, les Montagnes Bleues en Australie, les forêts tropicales ou les zones ensoleillées riches en formations végétales qui rejettent des quantités considérables de terpènes dans l'atmosphère débarrassée de ses impuretés par des précipitations estivales. L'effet Tyndall (diffusion de la lumière par les aérosols atmosphériques) donne l'aspect gris bleuté de ces brouillards qui ont deux rôles : effet de rafraîchissement (consommation de chaleur latente relative à la volatilisation des gouttelettes) par temps chaud et effet photoprotecteur (filtration des ultra-violets),,.

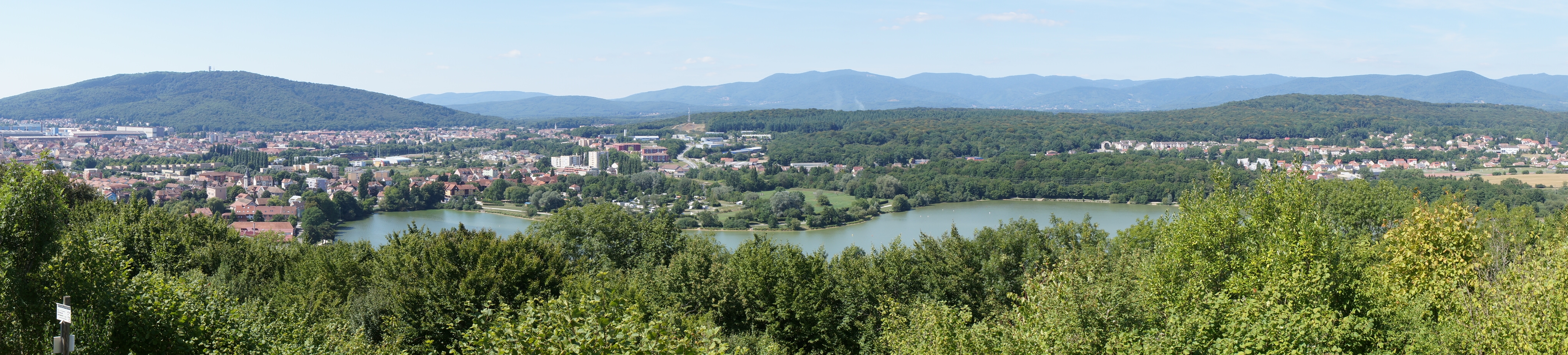
Le Salbert (à gauche) et la ligne bleue des Vosges dans le paysage de Belfort, vue depuis la Miotte.